# Жайык (Акжаикский район)
Жайы́к (каз. Жайық, до 199? г. — Феофаново) — село в Акжаикском районе Западно-Казахстанской области Казахстана. Входит в состав Чапаевского сельского округа. Был административным центром Жайыкского сельского округа до 2013. Код КАТО — 273253100.

## Население
В 1999 году население села составляло 774 человека (388 мужчин и 386 женщин). По данным переписи 2009 года, в селе проживало 614 человек (308 мужчин и 306 женщин).